# Wednesday Addams
Wednesday Addams (Wandinha Addams no Brasil) é uma personagem fictícia membro da Família Addams, criada pelo cartunista Charles Addams para a revista americana The New Yorker. Trata-se de uma das principais integrantes do elenco desta obra.
Esta personagem apareceu na televisão e no cinema, nos formatos animado (séries em 1973 e 1992, filmes em 2018 e 2021) e live-action (seriados e filmes). Em 2022, ganhou uma série de televisão própria, intitulada Wednesday.

## Características

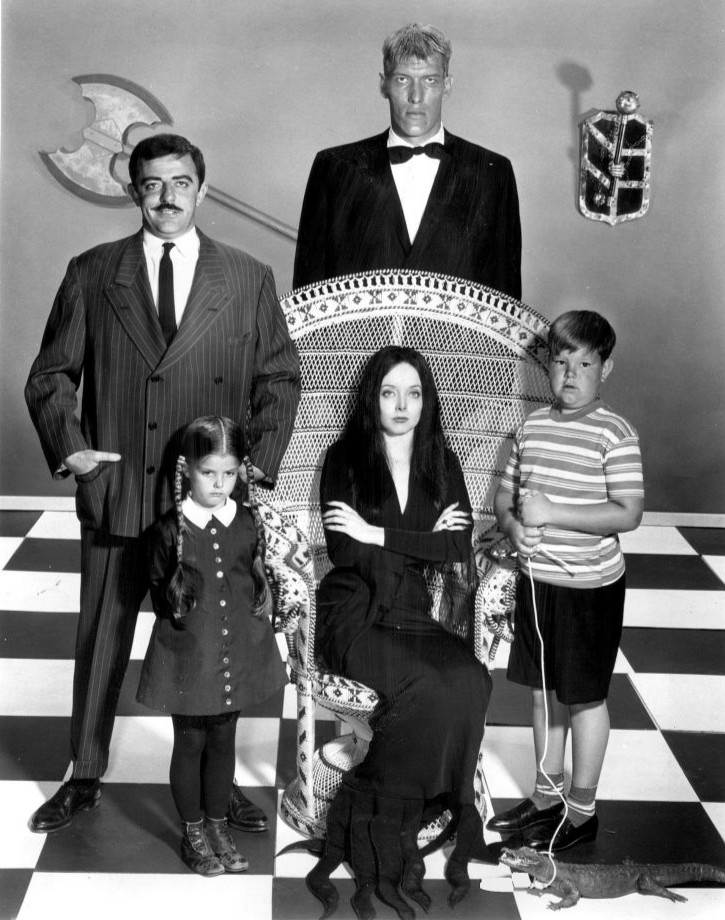
Elenco de A Família Addams em 1964.

Wandinha é descrita como pálida, morena e sombria, sendo fascinada pela morte e por artefatos macabros. No episódio piloto da série, esta personagem tem seis anos de idade.
Nos episódios da série então exibidos nos anos de 1960, ela parece ser mais doce (pois dança balé), cujo passatempo pessoal é a criação de aranhas. Ela tem várias bonecas sem cabeça, sendo sua preferida uma de Maria Antonieta, guilhotinada pelo seu irmão Feioso Addams (no original em inglês: Pugsley Addams), sendo ele alvo constante de suas ações como irmã mais velha (torturando-o de diferentes maneiras).
Gosta de pintar e escrever poemas. Ela é capaz de derrubar seu pai com um golpe de judô. Wandinha é bastante amiga de Tropeço (no original em inglês: Lurch), o mordomo da família.
Na série original, esta personagem é interpretada por Lisa Loring. Nas séries animadas produzidas por Hanna-Barbera, ela foi primeiramente dublada por Cindy Henderson e depois por Debi Derryberry. Nos Filmes A Família Addams e A Família Addams 2, ela foi interpretada por Christina Ricci. Chloë Grace Moretz fez a voz da personagem nos longas animados A Família Addams e The Addams Family 2. A série da Netflix Wednesday, centrada na personagem, foi estrelada por Jenna Ortega.
Na dublagem da série dos anos 60 A Família Addams, os nomes de vários personagens foram abrasileirados; assim, Wednesday virou Vandinha, modificação mantida em adaptações subsequentes. Para a série da Netflix, o serviço de streaming optou por uma grafia com a letra W, Wandinha, para maior proximidade com o nome original em inglês. Durante um crossover com Scooby Doo na série The New Scooby-Doo Movies, Wandinha foi chamada na versão brasileira por Venenilda Addams.

## Ligação externa
- Site The Addams Foundation (em inglês)